# Micrathena flaveola
Micrathena flaveola là một loài nhện trong họ Araneidae.
Loài này thuộc chi Micrathena. Micrathena flaveola được Josef Anton Maximilian Perty miêu tả năm 1839.